# 国中村 (鳥取県)
国中村（くになかそん）は、鳥取県八頭郡にあった自治体である。1896年（明治29年）3月31日までは八上郡に属した。

## 概要
現在の八頭町久能寺・池田・土師百井（はじももい）・万代寺・石田百井（いしだももい）・米岡、および国中（1984年に米岡の一部から設置）に相当する。千代川水系八東川および支流の私都川下流域の平野部に位置し、両川は当村域の西端で合流する。
村名は因幡国の中央に位置することによる。
藩政時代には鳥取藩領の八上郡岩田上庄（いわたかみのしょう）に属する米岡村・石田百井村、加茂庄に属する久能寺村・万代寺村、土師郷に属する池田村・土師百井村があった。

## 沿革
- 1881年（明治14年）9月12日 - 鳥取県再置。
- 1883年（明治16年）3月 - 郡家村（後の賀茂村大字郡家）に置かれた連合戸長役場の管轄区域となる[5]。
- 1889年（明治22年）10月1日 - 町村制の施行により、久能寺村・池田村・土師百井村・万代寺村・石田百井村・米岡村が合併して村制施行し、八上郡国中村が発足。旧村名を継承した6大字を編成し、役場を石田百井村に設置[6]。
- 1896年（明治29年）4月1日 - 郡制の施行により、八上郡・八東郡・智頭郡の区域をもって八頭郡が発足し、八頭郡国中村となる。
- 1915年（大正4年）1月1日 - 「国中村大字◯◯村」から大字の「村」を削除し、「国中村大字◯◯」と改称[7]。
- 1927年（昭和2年）12月17日 - 役場位置を大字石田百井字今島1番1地に変更[8]。
- 1953年（昭和28年）5月5日 - 郡家町（初代）、大御門村、下私都村と合併し、改めて郡家町（2代）が発足。同日国中村廃止[9]。

## 行政

### 歴代村長
| 氏名       | 就任年月日             | 退任年月日               | 地区     | 備考                   |
| ---------- | ---------------------- | ------------------------ | -------- | ---------------------- |
| 松沢千秋   | 1889年（明治22年）12月 | 1891年（明治24年）8月    | 池田     |                        |
| 福田勇寿郎 | 1891年（明治24年）9月  | 1895年（明治28年）9月    | 池田     |                        |
| 小島光造   | 1895年（明治28年）10月 | 1897年（明治30年）11月   | 石田百井 |                        |
| 福田勇寿郎 | 1897年（明治30年）12月 | 1898年（明治31年）8月    | 池田     |                        |
| 小島楽次郎 | 1898年（明治31年）8月  | 1899年（明治32年）8月    | 石田百井 |                        |
| 福田勇寿郎 | 1899年（明治32年）8月  | 1900年（明治33年）12月   | 池田     |                        |
| 森田定次郎 | 1901年（明治34年）1月  | 1901年（明治34年）5月    | 石田百井 |                        |
| 谷本市次郎 | 1901年（明治34年）5月  | 1902年（明治35年）3月    | 米岡     |                        |
| 福田勇寿郎 | 1902年（明治35年）4月  | 1902年（明治35年）7月    | 池田     |                        |
| 猪本弥平   | 1902年（明治35年）9月  | 1904年（明治37年）4月    | 石田百井 |                        |
| 亀井胤蔵   | 1904年（明治37年）4月  | 1907年（明治40年）8月    | 米岡     |                        |
| 尾崎安五郎 | 1907年（明治40年）10月 | 1908年（明治41年）8月    | 久能寺   |                        |
| 福田勇寿郎 | 1908年（明治41年）8月  | 1909年（明治42年）10月   | 池田     |                        |
| 谷本民造   | 1909年（明治42年）11月 | 1912年（大正元年）9月    | 米岡     |                        |
| 上島八千蔵 | 1912年（大正元年）10月 | 1914年（大正3年）3月     | 池田     |                        |
| 三木義孝   | 1914年（大正3年）4月   | 1915年（大正4年）8月     | 土師百井 |                        |
| 尾崎龍造   | 1915年（大正4年）10月  | 1918年（大正7年）2月     | 久能寺   |                        |
| 小島力造   | 1918年（大正7年）3月   | 1922年（大正11年）3月    | 石田百井 |                        |
| 古井実寿   | 1922年（大正11年）4月  | 1930年（昭和5年）4月     | 池田     |                        |
| 三木秀胤   | 1930年（昭和5年）4月   | 1942年（昭和17年）4月    | 土師百井 |                        |
| 平木豊蔵   | 1942年（昭和17年）4月  | 1945年（昭和20年）10月   | 久能寺   |                        |
| 三木三良   | 1945年（昭和20年）10月 | 1950年（昭和25年）3月    | 土師百井 |                        |
| 古井万寿治 | 1950年（昭和25年）5月  | 1953年（昭和28年）5月4日 | 池田     | 合併後、郡家町長に就任 |
| 参考文献 - |                        |                          |          |                        |

## 教育
- 国中村立国中小学校：現在は統合により八頭町立郡家西小学校。
- 郡家町外三ヶ村組合立中央中学校：郡家町・国中村・下私市村・大御門村の組合立として郡家町大字郡家に設置。後に八頭町立中央中学校となり、現在は統合により八頭町立八頭中学校[4]。

## 交通

### 鉄道
- 因美線：河原駅（所在地は大字米岡[2]）

## 出身者
- 古井喜実（内務官僚・政治家）